# Marek Niezgódka

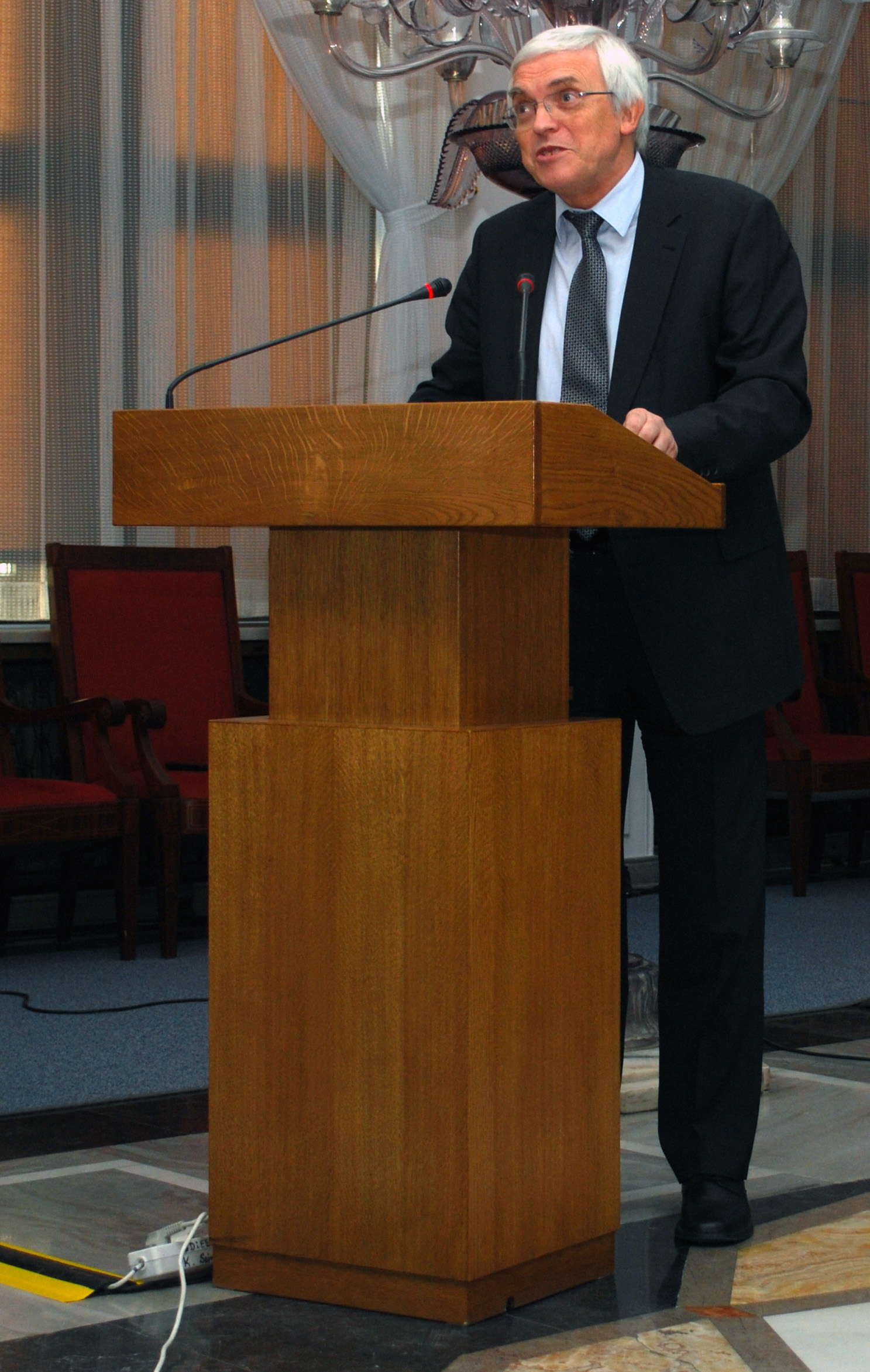
Marek Niezgódka w czasie konferencji „Otwarte Zasoby Edukacyjne w Polsce” (2009)

Marek Niezgódka (ur. 15 czerwca 1951 w Toruniu) – polski matematyk, od 1993 roku do 2018 dyrektor Interdyscyplinarnego Centrum Modelowania Matematycznego i Komputerowego Uniwersytetu Warszawskiego, obecnie dyrektor Centrum Cyfrowej Nauki i Technologii na Uniwersytecie Kardynała Stefana Wyszyńskiego w Warszawie. Jest inicjatorem m.in. projektu Biblioteki Wirtualnej Nauki, realizowanego przez ICM od 1996 roku.

## Wykształcenie i stopnie naukowe
- 1968–1973 – studia w dziedzinie matematyki stosowanej (Studium Matematyczno-Techniczne, późniejsza nazwa: MSPPT), Politechnika Warszawska; 1973 – mgr inż.
- 1974–1977 – studia doktoranckie, Instytut Automatyki, Wydział Elektroniki, Politechnika Warszawska; 1978 – dr inż.
- 1985 – habilitacja, Naturwissenschaftliche Fakultät, Universität Augsburg, D.Sc.; nostryfikacja: Wydział MIM, Uniwersytet Warszawski
- 2013 – tytuł profesora nauk technicznych (informatyka)[1]

## Działalność akademicka
- 1973–1974 – asystent, Instytut Cybernetyki Stosowanej PAN, Warszawa
- 1974–1977 – doktorant, Instytut Automatyki, Politechnika Warszawska
- 1978–1989 – adiunkt, Instytut Badań Systemowych PAN, Warszawa
- 1984–1985 – stypendysta Fundacji Humboldta, uniwersytety w Bonn i Augsburgu
- od 1986 członek Rady Naukowej Instytutu Badań Systemowych PAN, Warszawa
- 1989–1998 – profesor, Wydział Matematyki, Informatyki i Mechaniki, Uniwersytet Warszawski
- 1989–1993 – dyrektor naukowy Instytutu Matematyki Stosowanej i Mechaniki, Wydział Matematyki, Informatyki i Mechaniki, Uniwersytet Warszawski
- 1993-2018 – profesor, dyrektor Interdyscyplinarnego Centrum Modelowania Matematycznego i Komputerowego (ICM), Uniwersytet Warszawski
- 1997–2004 – członek Rady Naukowej Instytutu Stosowanej Analizy i Statystyki im. Weierstrassa, Berlin
- od 2018 – dyrektor Centrum Cyfrowej Nauki Technologii (CNT), Uniwersytet Kardynała Stefana Wyszyńskiego, Warszawa

## Działalność naukowo-organizacyjna i doradcza
- od 1991 – ekspert, Deutsche Forschungsgemeinschaft w dziedzinie modelowania matematycznego procesów i obliczeń wielkoskalowych
- 1993–1995 – przewodniczący Zespołu Doradczego ds. Infrastruktury Informatycznej KBN
- 1993–1997 – członek Komitetu Koordynacyjnego European Science Foundation, Program Mathematical Treatment of Free Boundary Problems
- od 1996 – członek kapituły Info Star
- od 1997 – kieruje zespołem ICM realizującym projekty badawczo-wdrożeniowe w dziedzinie wielkich systemów transportowych w ramach umów z PLL LOT S.A. oraz The Boeing Company
- od 1998 – członek Polskiego Komitetu ds. Współpracy z ESF (European Science Foundation)
- od 1999 – ekspert Ministerstwa Federalnego Badań i Przemysłu Niemiec ds. programu rządowego „Nowe metody i rozwiązania matematyczne dla przemysłu i gospodarki”
- od 1999 – stały członek komisji opiniującej projekty z zakresu monitoringu środowiska przy DG Information Society of Technology Komisji Europejskiej
- od 1999 – ekspert przy DG XII Komisji Europejskiej, panel ds. Programów Marie-Curie
- od 2001 – członek Komitetu Upowszechniania Nauki przy Prezydium PAN
- od 2003 – stały przedstawiciel Polski w Unii Europejskiej, Zespół Doradczy ds. Strategii Rozwoju eInfrastructures
- 2003 – członek komisji rządowej ds. lokalizacji nowego lotniska krajowego, powołanej przez ministra Infrastruktury
- 2004 – autor i koordynator dokumentu programowego MNiI: Kierunki rozwoju społeczeństwa informacyjnego w Polsce do roku 2020
- od 2015 – członek Zespołu Ekspertów EUA (European University Association) ds. Otwartej Nauki (delegat KRASP)

## Główne osiągnięcia naukowe
- Wyniki matematyczne o jednoznaczności rozwiązań 2-fazowych zagadnień typu Stefana, z nieliniowościami w składowych źródłowych i strumieniach brzegowych.
- Podstawowe wyniki dotyczące konstrukcji modeli matematycznych dynamiki transformacji strukturalnych typu martenzytycznego, aktywowanych przez sprzężone mechanizmy fizyczne, z zastosowaniami w modelowaniu aktywowanych termomechanicznie procesów materiałach z pamięcią kształtu.
- Konstrukcja modeli matematycznych dynamiki nieizotermicznych wymuszanych dyfuzyjnie zjawisk separacji faz, z uwzględnieniem wieloskalowych mechanizmów separacji fazowej i sprzężonych mechanizmów wymuszających: wyniki charakteryzacyjne nt. zachowań dla dużych czasów oraz stabilizacji struktury; podstawowe wyniki dla rozwoju efektywnych podejść obliczeniowych do wieloskalowych układów sterowanych poprzez wymuszenia zewnętrzne.
- Wyniki matematyczne nt. nieliniowych nieskończenie wymiarowych układów ewolucyjnych z ograniczeniami, stosowalne do modeli procesów dynamicznych wymuszanych przez wzajemnie sprzężone mechanizmy. Podstawowe wyniki w zakresie analizy numerycznej i konstrukcji matematycznie zbieżnych algorytmów obliczeniowych ich rozwiązywania.

## Obecne zainteresowania naukowe
- Wieloskalowe modele matematyczne i obliczeniowe dynamiki układów rozłożonych i hybrydowych:
  - sprzężone mechanizmy dynamiczne rządzące przejściami fazowymi, separacją fazową i rozwojem struktur przestrzennych,
  - wzajemne oddziaływania wielu skal czasowych i przestrzennych,
  - zjawiska nieodwracalne: prognozowanie, stabilizacji, sterowanie,
  - rola złożonych geometrii i topologii (w tym sieci i grafów), z uwzględnieniem wpływu wariacji obszaru,
  - niegładkie mechanizmy rozwoju w układach rządzonych mechanizmami dyfuzji
  - efektywne algorytmy obliczeniowe rozwiązywania nieliniowych zagadnień dyfuzyjnych
- Zastosowania w modelowaniu matematycznym układów biologicznych:
  - nieodwracalne mechanizmy rozwoju w bioukładach i materiałach: rola aktywacji termicznych, mechanicznych i chemicznych;
  - optymalizacja i sterowanie procesów rozwoju struktur przestrzennych;
  - nielokalne interakcje jako mechanizmy rządzące dynamiką rozwoju populacji ze strukturą wewnętrzną (oraz z hierarchiczną strukturą wieloskalową);
  - rola sprzężonych mechanizmów dynamicznych w stabilizacji i sterowaniu degeneratywnych procesów rozwoju w bioukładach;
  - specyficzne zastosowania w zagadnieniach dotyczących układu krążenia i procesów onkogennych
- Metody matematyczne modelowania wizualnego i analizy danych:
  - rozwiązania dla obrazowania medycznego i planowania terapii
  - procesy rozwoju w układach o wysokiej złożoności, z możliwą zmianą topologii
- Nowe podejścia do modelowania matematycznego w zastosowaniach do podejmowania decyzji w układach złożonych:
  - dynamika heterogenicznych populacji na sieciach operacyjnych
  - dynamiczne mechanizmy transformacji (związane z rozwojem struktur w złożonych populacjach), stabilizacja dynamiki sieci